# Mirror Mirror
Mirror Mirror je treći singl njemačkog power metal sastava Blind Guardian. Izdan je 1998. godine.

## Popis pjesama
1. Mirror, Mirror (5:07)
2. And The Story Ends (live) (6:47)
3. Imaginations from the Other Side (live) (8:23)
4. Beyond The Realms Of Death (7:02)

## Osoblje
Blind Guardian
- Hansi Kürsch - vokali i bas-gitara
- André Olbrich - glavna gitara i prateći vokali
- Marcus Siepen - ritam gitara i prateći vokali
- Thomas Stauch - bubnjevi

Ostalo osoblje
- Andreas Marschall - omot albuma